# Trostberg
Trostberg – miasto w Niemczech, w kraju związkowym Bawaria, w rejencji Górna Bawaria, w regionie Südostoberbayern, w powiecie Traunstein. Leży około 20 km na północny zachód od Traunsteinu, nad ujściem Traun do Alz, przy drodze B299, B304 i linii kolejowej Mühldorf am Inn – Traunstein.

## Demografia
Dane o ludności z 31 grudnia 2008:
| Opis                                | Ogółem | Ogółem | Kobiety | Kobiety | Mężczyźni | Mężczyźni |
| ----------------------------------- | ------ | ------ | ------- | ------- | --------- | --------- |
| Jednostka                           | osób   | %      | osób    | %       | osób      | %         |
| Populacja                           | 11 650 | 100    | 6039    | 51,84   | 5611      | 48,16     |
| Wiek przedprodukcyjny (0–17 lat)    | 2041   | 17,52  | 1017    | 8,73    | 1024      | 8,79      |
| Wiek produkcyjny (18–65 lat)        | 6927   | 59,46  | 3473    | 29,81   | 3454      | 29,65     |
| Wiek poprodukcyjny (powyżej 65 lat) | 2682   | 23,02  | 1549    | 13,3    | 1133      | 9,73      |

## Polityka
Burmistrzem miasta jest Karl Schleid z CSU, wcześniej urząd ten obejmował Ignaz Sperger, rada miasta składa się z 24 osób.
|      | CSU | SPD | FW | Zieloni | Razem |
| 2008 | 10  | 6   | 3  | 5       | 24    |
| 2002 | 12  | 8   | 4  | -       | 24    |